# На-Плана
На-Плана (кат. Na Plana) или Илья-Плана — небольшой необитаемый остров в Средиземном море, является одним из островов архипелага Кабрера, входящего в состав Балеарских островов (Испания). Административно относится к муниципии Пальма-де-Мальорка.
Площадь острова — 0,054 км², ширина составляет 270 м, длина — 300 м. Наивысшая точка расположена на высоте 23 м над уровнем моря. Берега высокие и обрывистые.
Остров входит в состав Национального парка архипелага Кабрера, уникального произрастающими на его территории эндемичными видами растений.

## Флора
На острове произрастают следующие виды растений:
- Mesembryanthemum nodiflorum[англ.]
- Asparagus stipularis
- и др.